# Kasipalayam (G)
Kasipalayam (G) là một thị xã panchayat của quận Erode thuộc bang Tamil Nadu, Ấn Độ.

## Nhân khẩu
Theo điều tra dân số năm 2001 của Ấn Độ, Kasipalayam (G) có dân số 8483 người. Phái nam chiếm 51% tổng số dân và phái nữ chiếm 49%. Kasipalayam (G) có tỷ lệ 56% biết đọc biết viết, thấp hơn tỷ lệ trung bình toàn quốc là 59,5%: tỷ lệ cho phái nam là 65%, và tỷ lệ cho phái nữ là 47%. Tại Kasipalayam (G), 8% dân số nhỏ hơn 6 tuổi.